# Asnières Volley 92
Asnières Volley 92 – francuski klub siatkarski z Asnières-sur-Seine. W sezonie 2008/2009 występował w Pro B (druga klasa rozgrywkowa we Francji).
Został założony w 1948 jako jedna z sekcji klubu Asnières Sports. W latach 1992–1996 występował pod nazwą Paris SG-Asnières.

## Osiągnięcia
- mistrzostwo Francji – 1965, 1966, 1979, 1980, 1984, 1993
- wicemistrzostwo Francji – 1978, 1982, 1983, 1985
- Puchar Francji – 1984, 1994

## Skład

### 2009/2010
Trener: Cyrille Boulongne Evtouchenko
| #  | Nazwisko            | data urodzenia | Wzrost | Waga | Państwo   | Pozycja      |
| -- | ------------------- | -------------- | ------ | ---- | --------- | ------------ |
| 1  | Jérémy Slih         | 18.12.1987     | 188    |      | Francja   | libero       |
| 2  | David Eugène        | 13.08.1988     | 181    |      | Francja   | przyjmujący  |
| 3  | Mathias Patin       | 25.04.1974     | 180    |      | Francja   | rozgrywający |
| 8  | Alfred Groussiaut   | 18.03.1988     | 192    |      | Francja   | przyjmujący  |
| 5  | Kherdine Zorgui     | 26.02.1980     | 188    |      | Francja   | przyjmujący  |
| 6  | Amaury Lepetit      | 19.12.1986     | 200    |      | Francja   | atakujący    |
| 7  | Bandiougou Traoré   | 06.08.1987     | 184    |      | Francja   | przyjmujący  |
| 9  | Horacio d’Almeida   | 11.06.1988     | 200    |      | Francja   | środkowy     |
| 12 | Jean-Charles Orsini | 14.01.1989     | 185    |      | Francja   | rozgrywający |
| 13 | David Ferguson      | 13.03.1982     | 205    |      | Australia | środkowy     |
| 15 | Fabien Vergoz       | 28.01.1987     | 200    |      | Francja   | środkowy     |

### 2008/2009
Trener: André Patin
| #  | Nazwisko            | data urodzenia | Wzrost | Waga | Państwo | Pozycja      |
| -- | ------------------- | -------------- | ------ | ---- | ------- | ------------ |
| 1  | Jérémy Slih         | 18.12.1987     | 188    |      | Francja | libero       |
| 2  | David Eugène        | 13.08.1988     | 181    |      | Francja | przyjmujący  |
| 3  | Mathias Patin       | 25.04.1974     | 185    |      | Francja | rozgrywający |
| 4  | Florent Roure       | 14.08.1980     | 185    |      | Francja | rozgrywający |
| 5  | Kherdine Zorgui     | 26.02.1980     | 188    |      | Francja | przyjmujący  |
| 6  | Amaury Lepetit      | 19.12.1986     | 200    |      | Francja | atakujący    |
| 7  | Bandiougou Traoré   | 06.08.1987     | 184    |      | Francja | przyjmujący  |
| 8  | Dušan Pribanović    | 26.05.1983     | 202    |      | Serbia  | środkowy     |
| 9  | Horacio d’Almeida   | 11.06.1988     | 200    |      | Francja | środkowy     |
| 10 | Fabien Pelc         | 05.06.1980     | 200    |      | Francja | atakujący    |
| 16 | Jean-Charles Orsini | 14.01.1989     | 185    |      | Francja | rozgrywający |
| 17 | Martel Bosqui       | 27.10.1981     | 195    |      | Francja | środkowy     |

### 2007/2008
Trener: André Patin

Benoit Bégué, Raphaël Mrozek, Toafa Takaniko, Florent Roure, Kherdine Zorgui, Horacio d’Almeida, Igor Juričić, Jérémy Slih, Marien Moreau, Tommy Senger, Evrard Frontin, Bandiougou Traoré, Gaël Vandaele, Jean-Charles Orsini

### 2006/2007
Trener: André Patin

Jean-François Pérez, Yannick Bazin, Antonin Rouzier, Florent Roure, Kherdine Zorgui, Clément Bleuze, Igor Juričić, Grégory Patin, Vladimir Raicevic, Tommy Senger, Evrard Frontin, Bandiougou Traoré